# Jan Carbonell Mollá
Juan Carbonell Molla (ur. 6 czerwca 1874 w Alicante; zm. 2 października 1936) – hiszpański błogosławiony Kościoła katolickiego. 

## Życiorys
Studiował w seminarium w Orihuela, a następnie przeniósł się do Walencji. Mając 24 lata w 1898 roku otrzymał święcenia kapłańskie. Był organistą w rodzinnej parafii. Został zamordowany w czasie wojny domowej w Hiszpanii, mając 62 lata.
Został beatyfikowany w grupie Józef Aparicio Sanz i 232 towarzyszy przez papieża Jana Pawła II w dniu 11 marca 2001 roku.